# Mission!すくーる
『Mission!すくーる』（ミッション すくーる）は、大見武士による日本の漫画作品。『月刊ドラゴンエイジ』（富士見書房）にて連載された。単行本は全4巻。

## 登場人物
石川 卓也（いしかわ たくみ）
主人公だが特にパッとしない性格。
葉月 絢音（はづき あやね）
石川に片思いをする転校生。戦闘能力が高く常に銃器を隠し持っている。
皆川 八角（みながわ やすみ）
葉月家に仕える少女。性格はドS。
御剣 小百合（みつるぎ さゆり）
ツインテールのちびっ子。絢音を敬愛する真性レズ。

## 単行本
- 大見武士『Mission!すくーる』富士見書房〈ドラゴンコミックスエイジ〉、全4巻。

1. 2010年4月8日発売 ISBN 978-4-04-712659-6[1]
2. 2010年9月7日発売 ISBN 978-4-04-712682-4[2]
3. 2011年5月6日発売 ISBN 978-4-04-712724-1[3]
4. 2012年2月7日発売 ISBN 978-4-04-712776-0[4]